# 한국경영정보화진흥원
한국경영정보화진흥원은 세무ㆍ경영정보 교육 등을 목적으로 2011년 6월 1일 설립된 사단법인이다.

## 주요 업무
- 세무회계사무소에 대한 세무회계 프로그램 공급
- 세무 및 경영에 관련된 정보화 교육 및 산학연 실무자 정보화 교육ㆍ연수
- 기타 세무 및 경영 정보교육의 발전과 증진을 위해 필요한 사업

## 같이 보기
- 국세청